# Håraltasjön
Håraltasjön är en sjö i Halmstads kommun i Halland och ingår i Fylleåns huvudavrinningsområde. Sjön är 3,5 meter djup, har en yta på 0,116 kvadratkilometer och är belägen 151,8 meter över havet. Sjön avvattnas av vattendraget Vekaån.

## Delavrinningsområde
Håraltasjön ingår i det delavrinningsområde (629376-134144) som SMHI kallar för Mynnar i Simlången. Medelhöjden är 166 meter över havet och ytan är 16,27 kvadratkilometer. Det finns inga avrinningsområden uppströms utan avrinningsområdet är högsta punkten. Vekaån som avvattnar avrinningsområdet har biflödesordning 2, vilket innebär att vattnet flödar genom totalt 2 vattendrag innan det når havet efter 28 kilometer. Avrinningsområdet består mestadels av skog (39 procent) och sankmarker (57 procent). Avrinningsområdet har 0,12 kvadratkilometer vattenytor vilket ger det en sjöprocent på 0,7 procent.